# Dom Studencki Jowita w Poznaniu

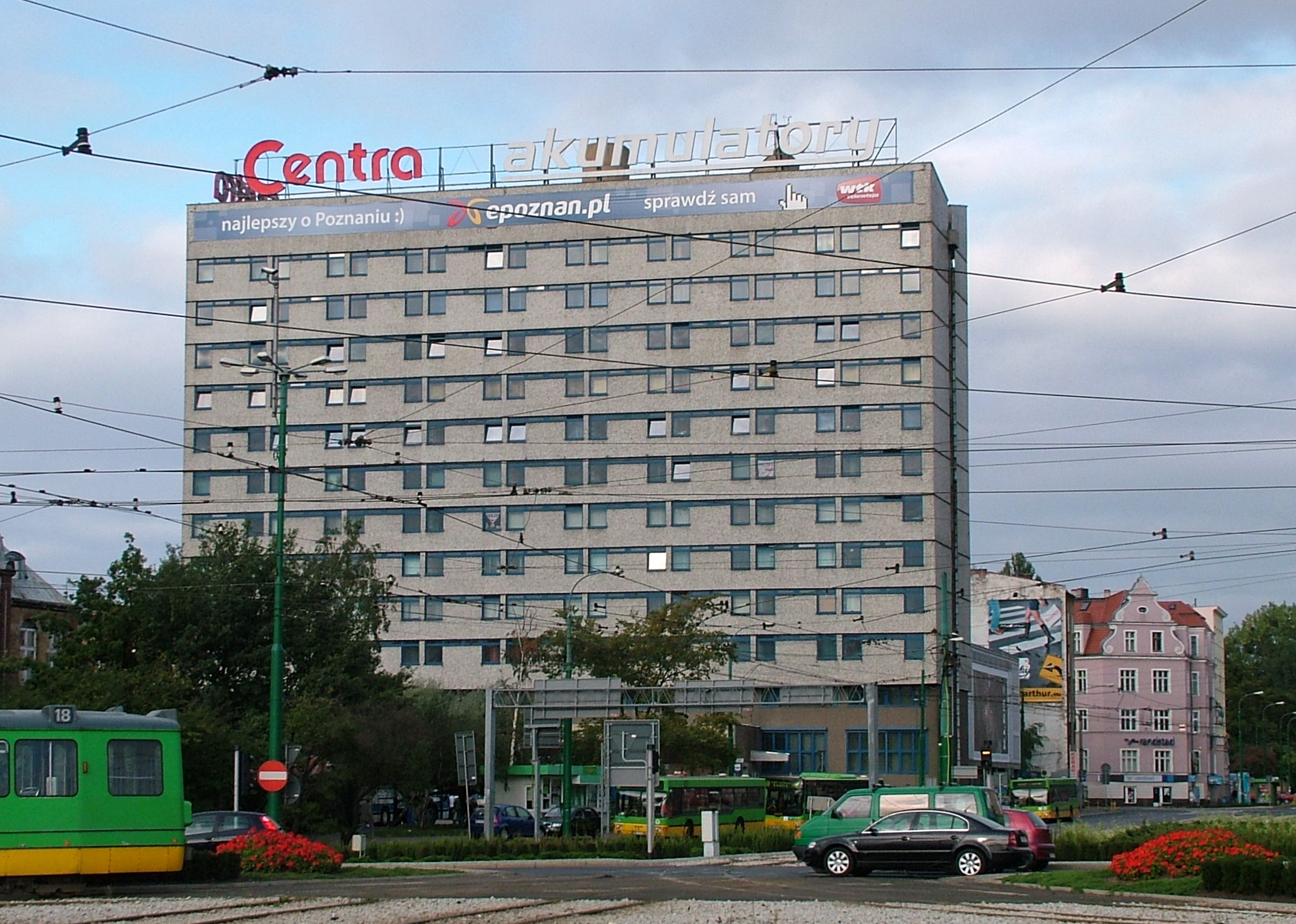
Widok od wschodu (wrzesień 2008)

Dom Studencki Jowita w Poznaniu (potocznie: Akumulatory, od reklamy Centry na zwieńczeniu) – modernistyczny dom studencki należący do Uniwersytetu im. Adama Mickiewicza, mieszczący się w Poznaniu, na Jeżycach, przy ul. Zwierzynieckiej. 

## Historia
Stanowi jedną z dominant architektonicznych otoczenia Ronda Kaponiera, będąc przeciwwagą dla zlokalizowanego po drugiej stronie ul. Zwierzynieckiej hotelu Mercure Poznań Centrum. Oddany do użytku w 1964, w ramach długofalowego planu rozwoju UAM na lata 1959–1965.
Budynek, który ma trzynaście kondygnacji, w tym dwie podziemne, zaprojektowano w poznańskim Miastoprojekcie, a jego autorami byli Witold Milewski i Zygmunt Skupniewicz. Obiekt mieści segmenty grupujące pokoje dwuosobowe o podwyższonym standardzie (w okresach wakacyjnych miał przyjmować gości targowych – tereny Międzynarodowych Targów Poznańskich znajdują się w pobliżu). Obok stoi dwupiętrowe skrzydło z programem socjalnym, mieszczące m.in. stołówkę i klub studencki Akumulatory. Jowitę zaprojektowano w ten sposób, by w dzień ze śnieżnobiałą elewacją kontrastowały ciemne otwory okienne, a w nocy prezentował się negatyw tego wzoru. Białą elewację tworzą odpady poprodukcyjne – potłuczona ceramika. Jej pozyskanie w latach 60. XX wieku stanowiło poważny problem, gdyż była to technologia niestandardowa, co wymagało wprowadzenia projektu do planu sześcioletniego oraz uzyskania świadectwa Instytutu Techniki Budowlanej. Wszystko to opóźniłoby poważnie budowę. Dzięki działaniom administracyjnym udało się jednak pokonać opory biurokratyczne w tym zakresie i pozyskać stłuczkę w Fabryce Porcelany w Chodzieży. W pierwszej fazie projektu Jowita miała mieć formę dwóch 18-kondygnacyjnych wieżowców, ale od tego pomysłu odstąpiono (obowiązywała zasada, że w miastach wojewódzkich buduje się do 11 kondygnacji, a wyżej tylko w Warszawie).
W pobliżu budynku znajduje się biurowiec Bałtyk, drukarnia Concordia, Osiedle Vesty oraz hotel Sheraton Poznań, do 2003 zlokalizowane było kino „Bałtyk”.
2 kwietnia 2023 rektor Uniwersytetu im. Adama Mickiewicza, prof. Bogumiła Kaniewska poinformowała, że wraz z początkiem roku akademickiego 2023/2024 Jowita zostanie zamknięta i sprzedana. Na konferencji prasowej 21 czerwca poinformowano, że Jowita będzie funkcjonować tylko do września 2023, a później może nastąpić remont lub sprzedaż budynku.
W dniach 8-17 grudnia 2023 roku grupa studentów okupowała budynek, żądając m.in. remontu i powstrzymania sprzedaży. Protest zakończył się po deklaracjach ministra nauki Dariusza Wieczorka o zapewnieniu pieniędzy na remont oraz dążenia do zwiększania liczby akademików w całej Polsce. W okupacji uczestniczyli studenci i studentki zrzeszeni w Ogólnopolskim Związku Zawodowym „Inicjatywa Pracownicza”, Studenckiej Inicjatywie Mieszkaniowej, Food Not Bombs oraz inni nie powiązani z żadną organizacją studenci. W czasie trwania protestu w budynku odbywały się oddolnie zorganizowane wykłady (m.in. Jana Sowy, Adama Leszczyńskiego, Michała Siermińskiego, Joanny Malinowskiej, Harry'ego Cleavera, Przemysława Czaplińskiego i Krzysztofa Brzechczyna) oraz koncert zespołu The Analogs. W dniu 17 marca 2024, trzy miesiące po zakończeniu okupacji, nakładem poznańskiego wydawnictwa „Heterodox” wydana została książka pt. „Jowita zostaje. Historia 10 dni ruchu studenckiego”.